# Slavíč
Slavíč je vesnice, část města Hranice, v okrese Přerov v Olomouckém kraji na Moravě. Nachází se asi 8,5 kilometru západně od Hranic. Hranice VII-Slavíč leží v katastrálním území Slavíč o rozloze 5,3 km².

## Geografie a vodstvo
Slavíč leží v Jezernické pahorkatině a Bečevské nivě, které jsou součástí geomorfologického podcelku Bečevská brána patřící do geomorfologického celku Moravská brána. Velmi malé jižní území Slavíče leží v pohoří Maleník patřící do geomorfologického celku Podbeskydská pahorkatina. Území Slavíče tedy leží v geomorfologické provincii Západní Karpaty. Nejvyšším vrcholem je kopec Nad Doly s nadmořskou výškou 318 m. Jižní části katastrálního území obce protéká řeka Bečva. Území se rozkládá převážně na pravém břehu Bečvy a okrajově i na levém břehu. Potok Žabník tvoří velkou část východní hranice území Slavíče. 

## Název
Jméno vesnice bylo odvozeno od osobního jména buď Slavík (které mohlo být buď totožné s obecným slavík nebo to mohla být domácká podoba některého jména obsahujícího -slav) nebo (méně pravděpodobně) Slavič („ten, kdo slaví“). Význam místního jména byl „Slavíkův/Slavičův majetek“.

## Doprava
Vesnicí prochází silnice I/47 a dvoukolejná železniční trať Bohumín–Přerov. Nynější vedení tratě obcí pochází z roku 1895, v období od postavení tratě v roce 1845 do 30. května 1895 byla trať jednokolejná, vedla obcí v jiné poloze a procházela Slavíčským tunelem. Opuštěný tunel je nyní ve vlastnictví města a hledá se jeho další využití.

## Pamětihodnosti
- Slavíčský tunel
- Viadukt ve Slavíči
- Kaple svatého Josefa
- Socha Panny Marie Hostýnské
- Přírodní památka Týn nad Bečvou

## Rodáci
- Alois Pozbyl

## Galerie

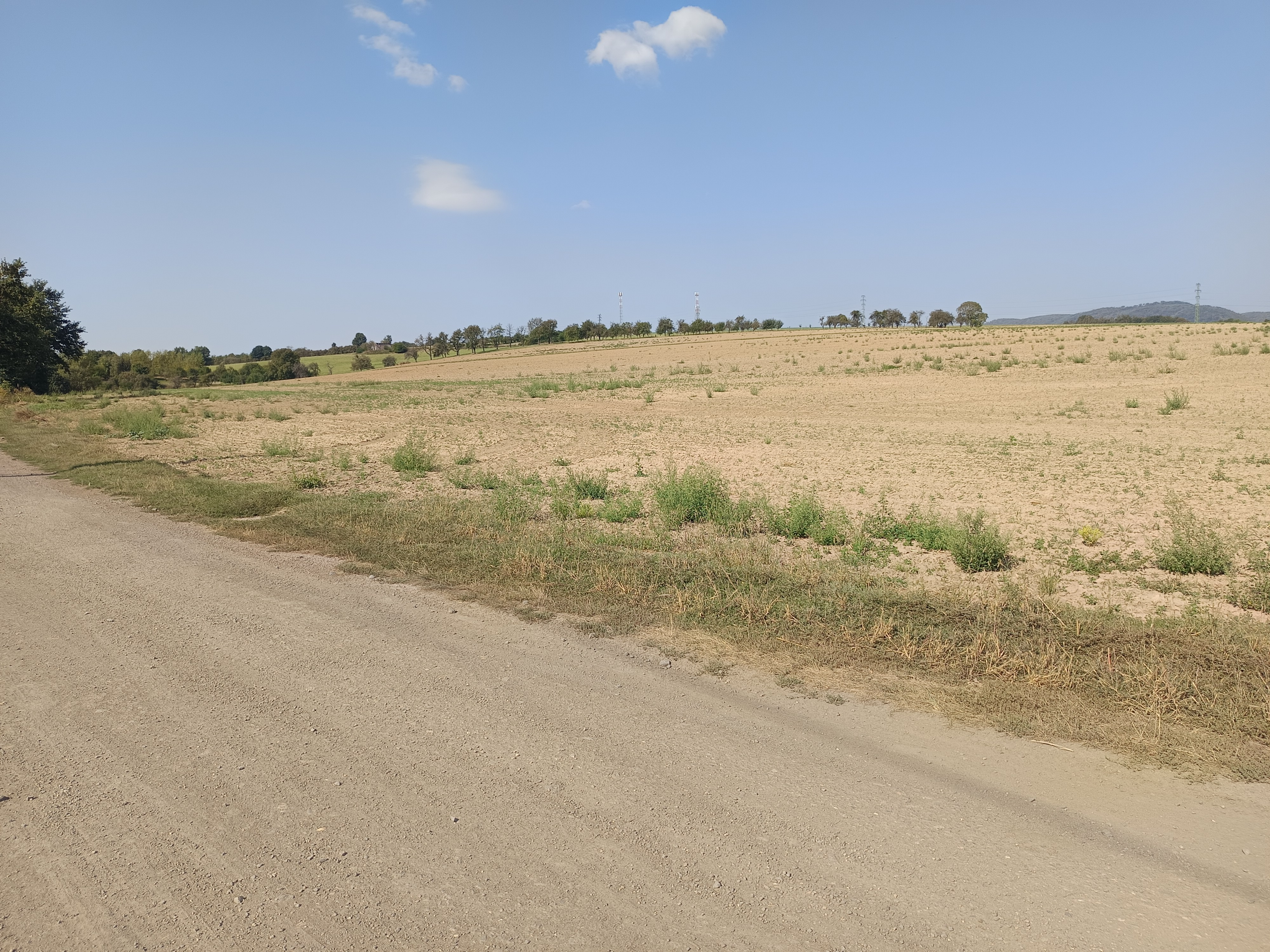
Kopec Nad Doly
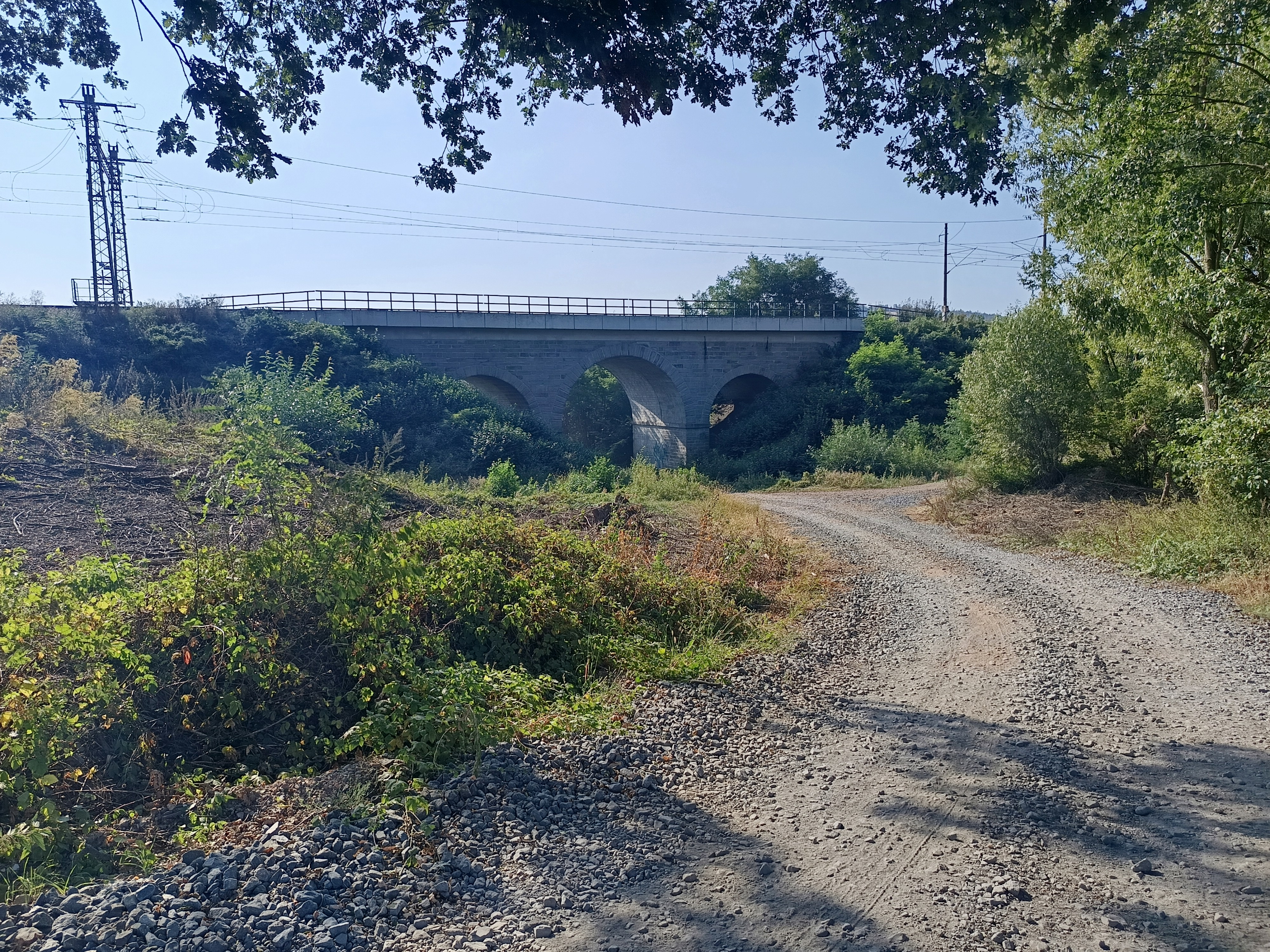
Viadukt Slavíč
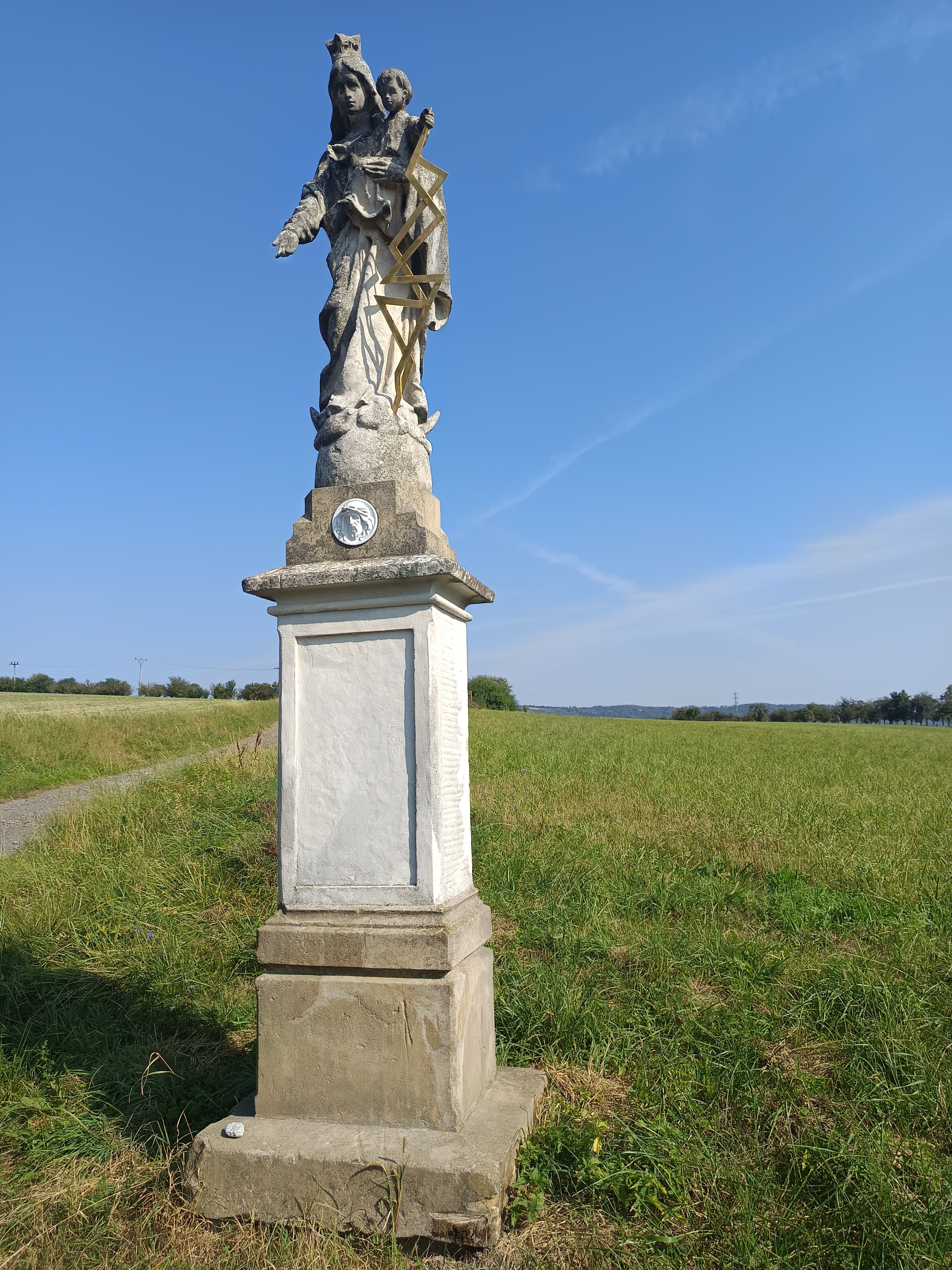
Socha Panny Marie Hostýnské